# Dusk and Summer
Dusk and Summer är det fjärde studioalbumet från amerikanska alternativ rock-bandet Dashboard Confessional. Det släpptes 27 juni 2006 på Vagrant Records. Det är producerat av Daniel Lanois (som även producerat U2 och Bob Dylan) men är slutpolerat av Don Gilmore (tidigare producent för Linkin Park, Pearl Jam och Dashboard Confessionals låt "Vindicated").
"Don't Wait" släpptes som första singel från skivan i maj 2006.
"So Long, So Long" är en pianobaserad låt vilket Dashboard Confessional aldrig tidigare hade haft med på sina album eller EP. En annan version på låten fanns att ladda ned från bandets hemsida under sommaren 2005. Vissa låtar har blivit jämförda med de från sångaren Chris Carrabbas tidigare band Futher Seems Forever.
29 juni 2006 toppade albumet iTunes försäljningslista i USA och dök även upp på Top 10 album igen 8 maj 2007.
Albumet debuterade på andra platsen av Billboard 200 och sålde 134 000 exemplar första veckan. Andra veckan tappade albumet några placeringar ner till en nionde plats med strax under 50 000 sålda album. Albumet har totalt sålts i över 540 000 exemplar.
Det finns två gömda spår i början på albumet som kan spelas genom att spola tillbaka det första spåret, men vissa CD-spelare spelar dem automatiskt. Spåren är "Write It Out" och "Vindicated", som fanns med på soundtracket till Spider-Man 2.
En deluxutgåva av albumet släpptes 22 maj 2007 med en ny, kortare version av "Stolen", "Vindicated" som spår 4 och tidigare osläppta spåren "Ghost of a Good Thing (Live från The Henry Rollins Show)" och "The Best Deceptions (Live från The Henry Rollins Show)" som spår 12 och 13. Ett fel i låtlistan visar 04 två gånger och 11 finns inte med. Enda skillnaden på omslaget är mer solnedgångstonade färger.

## Låtlista
Alla låtar skrivna av Chris Carrabba.
1. "Write It Out" – 4:51 (gömt spår)
2. "Vindicated" – 3:20 (gömt spår)
3. "Don't Wait" – 4:05
4. "Reason to Believe" – 3:43
5. "The Secret's in the Telling" – 3:24
6. "Stolen" – 3:53
7. "Rooftops and Invitations" – 3:54
8. "So Long, So Long" (med Adam Duritz från Counting Crows) – 4:15
9. "Currents" – 4:27
10. "Slow Decay" – 4:08
11. "Dusk and Summer" – 4:38
12. "Heaven Here" – 4:08

- "Write It Out" och "Vindicate" är gömda spår före "Don't Wait" på de flesta upplagorna av albumet.

### Deluxutgåva
1. "Don't Wait" – 4:05
2. "Reason to Believe" – 3:43
3. "The Secret's in the Telling" – 3:24
4. "Vindicated" – 3:20
5. "Stolen" (Radioversion) – 3:19
6. "Rooftops and Invitations" – 3:54
7. "So Long, So Long" (med Adam Duritz of Counting Crows) – 4:15
8. "Currents" – 4:27
9. "Slow Decay" – 4:08
10. "Dusk and Summer" – 4:38
11. "Heaven Here" – 4:08
12. "Ghost of a Good Thing" (Live från the Henry Rollins Show) - 4:11
13. "The Best Deceptions" (Live från the Henry Rollins Show) - 5:31